# Вальверде (вымышленная страна)
Вальве́рде (исп. Val Verde, буквально Зелёная долина) — вымышленная страна, используемая создателями голливудских фильмов (главным образом кинокомпанией 20th Century Fox) когда по сценарию им требуется показать некую южно- или центральноамериканскую страну, чтобы избежать юридических или дипломатических недоразумений, которые могут возникнуть в том случае, если бы в фильме фигурировала бы реальная страна. Испаноговорящая страна, схожая с Кубой или Никарагуа.

## Появления
Вальверде фигурирует в ряде кино- и телефильмов:
- «Коммандо» (1985): Ариус (Ден Хедайя) — бывший правитель Вальверде — посылает полковника Джона Мэтрикса (Арнольд Шварценеггер) убить действующего президента Вальверде, но Матрикс сбегает по пути в Вальверде[2].
- «Хищник» (1987): спасательная команда майора Алана Шеффера (Датча, Арнольда Шварценеггера) послана в Вальверде якобы для спасения американского политика.
- Сериал «Суперавианосец» (1988): вымышленный военный корабль флота США «Джорджтаун» (USS Georgetown) под командованием капитана Генри К. Мэдигана по прозвищу Хэнк (Дейл Дай) стоит в доке в Вальверде как раз тогда, когда в стране вспыхнула гражданская война.
- «Крепкий орешек 2» (1990): генерал Рамон Эсперанса (Франко Неро), экстрадиции которого добивалось правительство США, был из Вальверде.
- 10-й эпизод 1-го сезона телесериала «Корпорация „Приключение“» (2003) назывался «Зачумлённый корабль из Вальверде» (Plague Ship of Val, Verde)[3].

Автором сценария «Коммандо», «Крепкого орешка 2» и «Корпорации „Приключение“» был Стивен де Соуза; в «Коммандо» и «Хищнике» в главной роли играл Шварценеггер; продюсером обоих этих фильмов, а также и «Крепкого орешка 2», был Джоэл Силвер (Joel Silver); де Соуза был продюсером сериала «Суперавианосец» производства телекомпании ABC.
Стивен де Соуза также перенёс в Вальверде действие комиксов «Шина — королева джунглей» (англ. Sheena, Queen of the Jungle) издательства Devil's Due Publishing и описал свои мотивы для использования этой «страны»:
 Она до некоторой степени похожа на Гайану, страну, которая окружена буйной растительностью; в ней находятся карибские курорты, популярные у туристов, неисследованный таинственный тропический лес, а также смесь английской, испанской, африканской, креольской и туземных культур. Эту воображаемую страну я использовал в нескольких фильмах и телевизионных программах… 

## Описание
Вальверде в основном использовалась, как место действия в боевиках и приключенческих фильмах, что явилось отражением неустойчивых отношений США со многими странами в латиноамериканском регионе в течение 1980-х гг.
Когда Вальверде мельком показали в «Коммандо», она производила впечатление бедного государства, где домашний скот соседствует с военной пропагандой и постоянным военным присутствием. Жители кажутся бедными, но счастливыми; имеются признаки торгового эмбарго, напоминающие положение на Кубе, о чём свидетельствуют изношенные, но работающие автомашины 1950-х гг.

## Политика
- В «Коммандо» руководителем Вальверде назван президент Веласкес (Velázquez), по-видимому, капиталистический лидер, пришедший к власти в ходе поддержанной США революции при содействии полковника Джона Матрикса и капитана Беннетта (Вернон Уэллс) (Captain Bennett (Vernon Wells)); в ходе этой же революции была свергнута тирания Ариуса. Позднее Беннет перешёл на службу к Ариусу, и они пытались заставить Мэтрикса помочь Ариусу в восстановлении его диктатуры, но их планы были расстроены.
- В «Хищнике» страна изображается как захваченная революционерами, симпатизирующими коммунистам. В лагере повстанцев, атакованном командой Датча, был, по крайней мере, один «русский военный советник».
- В «Крепком орешке 2» правительство США добилось выдачи ему изгнанного из Вальверде генерала Рамона Эсперансы (General Ramon Esperanza (Франко Неро)), обвиняемого в торговле наркотиками. В США Эсперансу ожидало судебное разбирательство. Однако перешедший на его сторону бывший американский полковник Стюарт (Colonel Stuart), хочет освободить Эсперансу, потому что тот «встал на пути коммунистической агрессии».
- В «Суперавианосце» корабль ВМФ США находится в Вальверде, когда там вспыхивает гражданская война. Экипаж авианосца, вопреки протоколу Пентагона, принуждён вмешиваться в её развитие.

## Места натурных съёмок
Помимо студийных съёмок, в фильмах для изображения Вальверде использовались следующие местности:
- аэропорт в Лонг-Бич (Long Beach Airport) и международный аэропорт Лос-Анджелеса (Los Angeles International Airport) — были использованы для съёмок центрального аэропорта в «Коммандо».
- порт Сан-Педро (San Pedro, California) поблизости от Лос-Анджелеса — был использован, чтобы изобразить порт Вальверде в «Суперавианосце», а населённый пункт Валенсия (Valencia), расположенный в г. Санта-Кларита (Калифорния), изображал сельскую местность Вальверде.
- поселение Сан-Симеон (San Simeon) на тихоокеанском побережье калифорнийского графства San Luis Obispo использовался для изображения взморья в «Коммандо».
- мексиканский город Пуэрто-Вальярта (Puerto Vallarta), прежде появлявшийся в фильме «Ночь игуаны» (The Night of the Iguana), был использован как основное место натурных съёмок фильма «Хищник». Первоначальные кадры побережья были сняты у Пуэрто-Вальярта, а сцены в джунглях были сняты немного дальше, на территории, удалённой от моря. Когда было получено больше денег от кинокомпании, Мактирнан смог снимать в том месте, которое казалось ему более предпочтительным для натурных съёмок, а именно около развалин мексиканского города Паленке на северо-востоке штата Чьяпас (включая водопад Мисол-Ха (Misol-Há)), где проходила примерно половина финала фильма[5].

## Символика
- В «Коммандо» дворец Ариуса украшен большим флагом из трёх вертикальных полос — синей, зелёной и красной. Центральная полоса в 2 раза шире боковых и украшена гербом, с красным треугольным полем с белыми фигурами, напоминающим треугольные гербы стран Центральной Америки (Никарагуа, Сальвадор).
- В «Крепком орешке 2» самолёт 709, на котором в США везли генерала Эсперансу, имел на борту опознавательный знак в виде флага из трёх равных горизонтальных полос — красной, жёлтой и зелёной с гербом в центре (напоминает флаг Боливии).

## Влияние на реальный мир
В честь вымышленной страны назван вид пауков Predatoroonops valverde, причём его родовое название Predatoroonops происходит от инопланетной расы Хищников из одноимённого фильма.